# Episodi de L'allegra banda di Nick (seconda stagione)
La seconda stagione della serie televisiva L'allegra banda di Nick è stata trasmessa in anteprima in Canada dalla CBC Television tra il 23 settembre 1973 e il 7 aprile 1974.
| nº | Titolo originale             | Titolo italiano | Prima TV Canada   | Prima TV Italia |
| -- | ---------------------------- | --------------- | ----------------- | --------------- |
| 1  | Happy Birthday Molly         |                 | 23 settembre 1973 |                 |
| 2  | Fraser Red                   |                 | 30 settembre 1973 |                 |
| 3  | Bush Fever                   |                 | 7 ottobre 1973    |                 |
| 4  | Our Champion                 |                 | 14 ottobre 1973   |                 |
| 5  | The Greek Eagle              |                 | 21 ottobre 1973   |                 |
| 6  | McLoskey's Bones             |                 | 28 ottobre 1973   |                 |
| 7  | The Sea Is Our Friend        |                 | 4 novembre 1973   |                 |
| 8  | Hard Times                   |                 | 18 novembre 1973  |                 |
| 9  | Battle of the Goddesses      |                 | 25 novembre 1973  |                 |
| 10 | Keep Your Shirt On           |                 | 10 dicembre 1973  |                 |
| 11 | Relic R.I.P.                 |                 | 16 dicembre 1973  |                 |
| 12 | Tizzy                        |                 | 23 dicembre 1973  |                 |
| 13 | The Trouble with Diamonds    |                 | 30 dicembre 1973  |                 |
| 14 | Affairs of the Heart         |                 | 16 gennaio 1974   |                 |
| 15 | The Sasquatch Walks by Night |                 | 13 gennaio 1974   |                 |
| 16 | Cliff Hanger                 |                 | 20 gennaio 1974   |                 |
| 17 | Here Comes the Groom         |                 | 10 febbraio 1974  |                 |
| 18 | Nick's Ferry                 |                 | 17 febbraio 1974  |                 |
| 19 | Kim                          |                 | 2 marzo 1974      |                 |
| 20 | Runt O' the Litter           |                 | 3 marzo 1974      |                 |
| 21 | Bathtubs                     |                 | 10 marzo 1974     |                 |
| 22 | Love Story                   |                 | 17 marzo 1974     |                 |
| 23 | Two's a Crowd                |                 | 7 aprile 1974     |                 |